# О Кайнь, Мартин
Ма́ртин О Кайнь (ирл. Máirtín Ó Cadhain; 1906, Спидл — 18 октября 1970, Дублин) — ирландский писатель и литературный критик, писавший на гэльском языке.

## Биография
Родился в семье бедных ирландских фермеров, работал учителем в сельской школе. Вступив в Ирландскую республиканскую армию, лишился места учителя и пять лет (1939—1944) провел в лагере в графстве Килдэр. Выступал за языковую автономию ирландцев и считал, что если Ирландия потеряет язык, она останется без национальной литературы, а это означает конец для всего народа.

## Творчество
Самое известное произведение — роман «Грязь кладбищенская» (ирл. «Cré na Cille»), выпущенный в 1949 году. Книга считается выдающимся образцом ирландского модернизма. Первые переводы на английский язык появились через 66 лет после публикации (под названиями «The Dirty Dust» и «Graveyard Clay»). В 2020 году опубликован русский перевод Юрия Андрейчука.

## Переводы
- Мартин О Кайнь. Грязь кладбищенская. М.: АСТ; Corpus, 2020. 448 с. ISBN 978-5-17-110648-5
  - «У меня были большие похороны?» Фрагмент романа. Meduza (8 марта 2020). Дата обращения: 8 марта 2020. Архивировано 9 марта 2020 года.